# Jaap Bax
Jacob Laurens (Jaap) Bax (Rotterdam, 13 februari 1926 – 's-Gravenzande, 19 augustus 2017) was een Nederlands sportjournalist, bestuurder en PvdA-politicus.
Hij was van huis uit gymnastiekleraar. Ook was hij voetbalscheidsrechter; hij was onder andere voorzitter van de COVS, de Centrale Organisatie van Voetbal Scheidsrechters, waarvan hij later erelid werd. Bij zijn afscheid als voorzitter van de COVS in 1983 werd hij "Bondsridder" van de Koninklijke Nederlandse Voetbalbond en Ridder in de Orde van Oranje-Nassau. Daarnaast was hij meer dan 70 jaar lid van de Rotterdamse Scheidsrechters Vereniging. Ook van die laatste was hij erelid.
Naast zijn activiteiten in de sport was hij werkzaam bij de NVSH en wethouder in 's-Gravenzande, waar hij ook 23 jaar in de gemeenteraad heeft gezeten.
Bax was radioverslaggever vanaf 1967 en gold als specialist van het zaterdagamateurvoetbal. Hij werkte voor de NCRV en de NOS. Voor Langs de Lijn, waar hij vanaf de eerste uitzending voor werkte, versloeg hij onder andere Europa Cup-successen van Ajax, zoals de 4–0 winst op Bayern München in 1973, maar de echt grote wedstrijden moest hij overlaten aan "prominentere" collega's als Dick van Rijn en Theo Koomen.
Omdat de NCRV een sportprogramma had op de zaterdagmiddag, versloeg Jaap Bax jarenlang de FA Cup-finale. Dit leverde de meest gedenkwaardige reportage uit zijn carrière op, in 1979. Vijf minuten voor het eind van de finale tussen Arsenal en Manchester United was de stand 2–0, en in Hilversum maakte de regie zich al op een punt achter de reportage te zetten. In die laatste vijf minuten werd het echter 2–1, 2–2 en toch nog 3–2.
Jaap Bax nam (samen met collega Bert Nederlof) afscheid in 1997, na de (door Roda JC gewonnen) KNVB bekerfinale.
In april 1990 werd hij waarnemend burgemeester van Maasland als tijdelijk opvolger van Mieke Bloemendaal-Lindhout die burgemeester van Culemborg was geworden.
In 2017 was Jaap Bax nog te gast bij Langs de Lijn ter gelegenheid van het vijftigjarig bestaan van het programma. Hij overleed op 91-jarige leeftijd.